# Fierljeppen

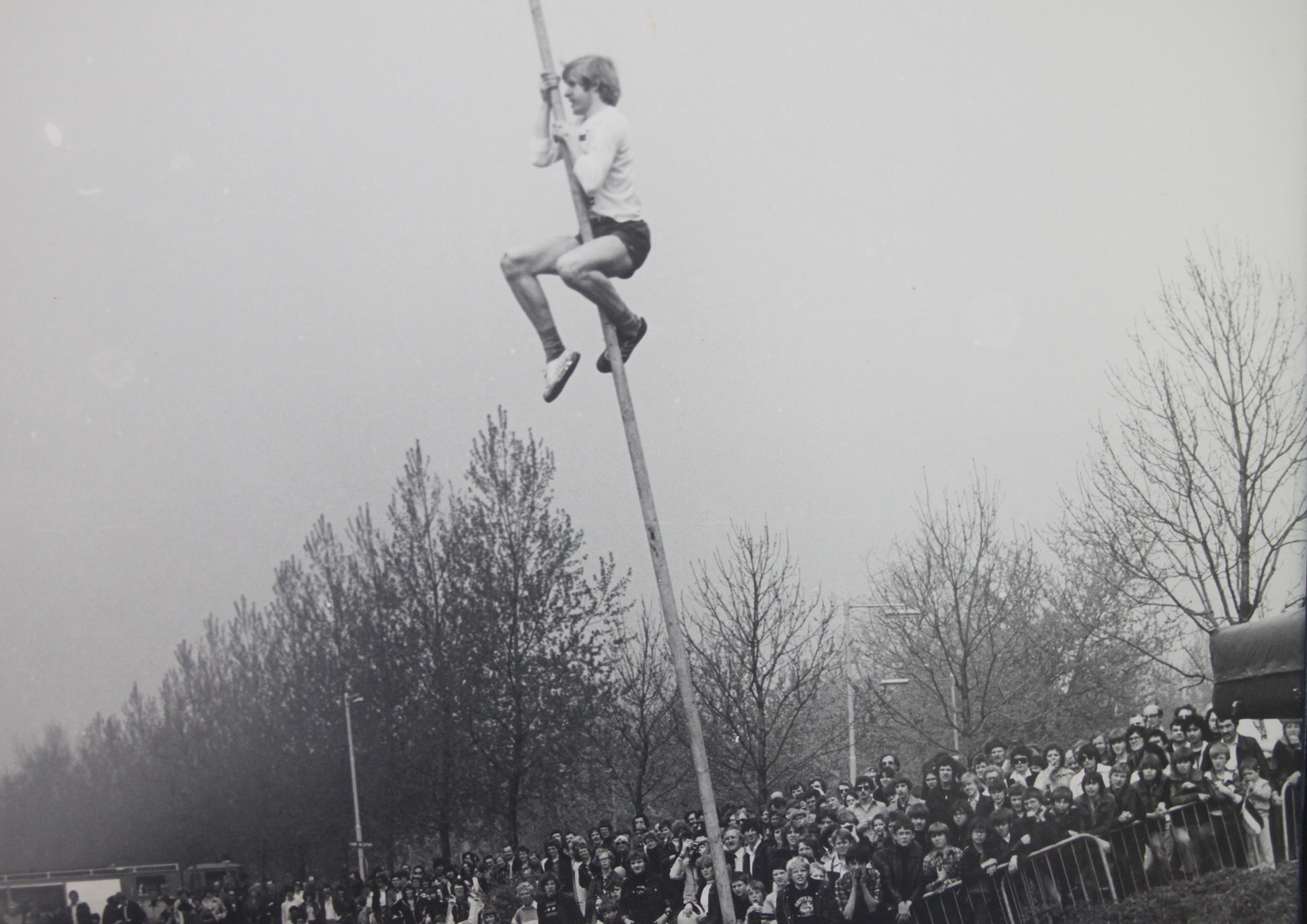
Zawodnik fierljeppen

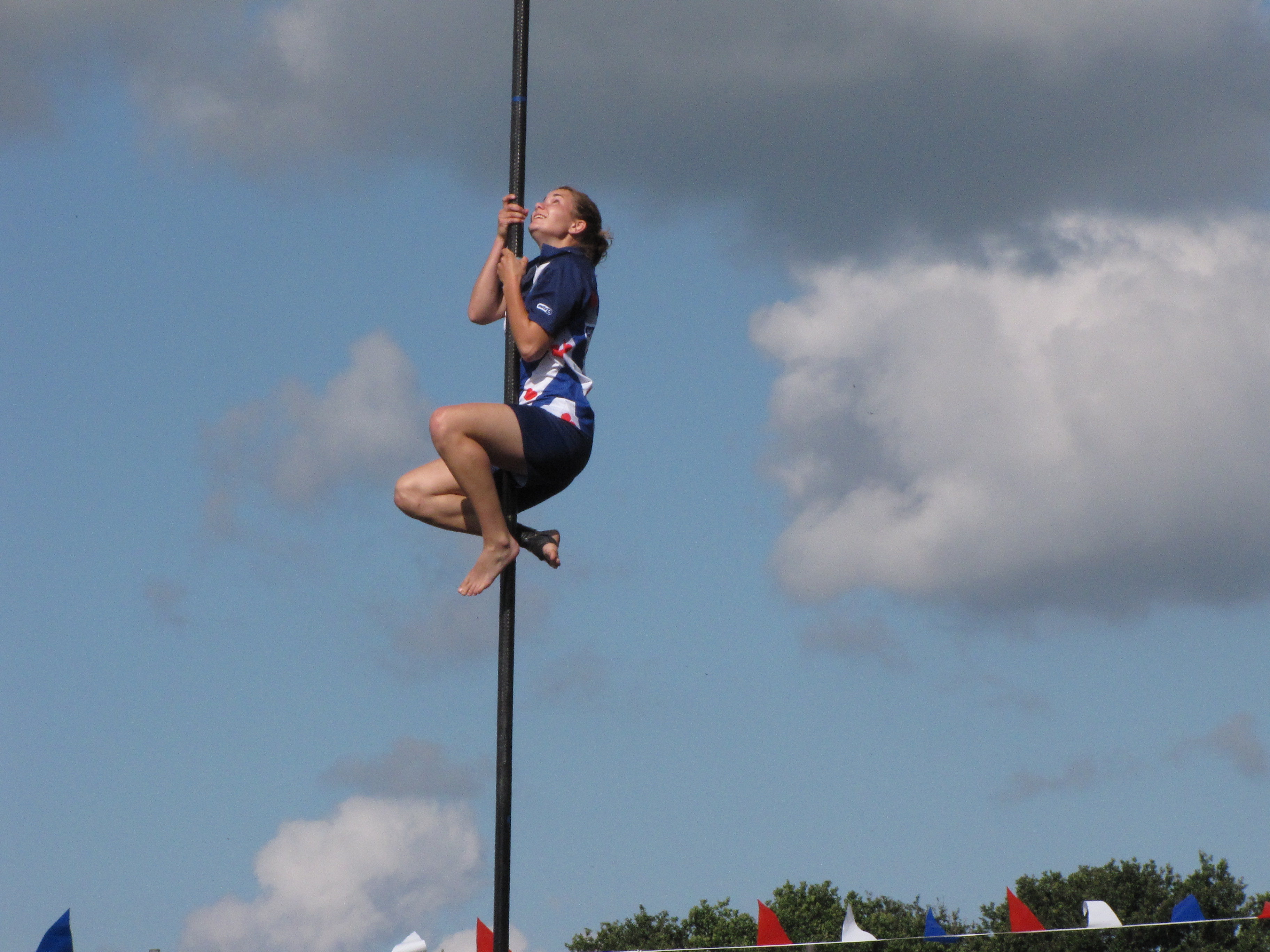
Zawodniczka na tyczce

Polsstokverspringen, lepiej znane pod fryzyjską nazwą fierljeppen – tradycyjny holenderski sport, w którym zawodnik przy pomocy tyczki próbuje pokonać jak największą odległość, przeskakując nad kanałem. Fryzyjska nazwa fierljeppen wzięła się od angielskiego „far leaping”, co oznacza „daleko skaczący”.
Fierljeppen składa się z kilku części, które razem prowadzą do pokonania możliwie jak największego dystansu. Cały proces rozpoczyna się od krótkiego, szybkiego rozbiegu z odległości ok. 30 m od tyczki, poprawnego skoku w jej kierunku (naskoku) oraz wspięcia się na jej wierzchołek (czego nie robi się w skokach o tyczce), by w końcu wraz z zeskokiem wylądować na piasku. Skoczkowie fierljeppen muszą odznaczać się dużą siłą i rozwiniętą koordynacją ruchową.

## Zawody
Oficjalne zawody w Holandii są organizowane przez Polstokbond Holland (PHB) i Frysk Ljeppers Boun (FLB). Nadrzędny związek sportowy – de Nederlandse Fierljepbond (NFB) organizuje każdego roku zawody narodowe, w których pojedynkują się zawodnicy PHB i FLB, oraz ogólnokrajowe mistrzostwa. Zawody były organizowane w prowincjach: Fryzja, Groningen, Utrecht i Północna Holandia.
W dniu 24 sierpnia 1767 w wiosce Baard (Fryzja) odbył się pierwszy znany oficjalny turniej, zorganizowany przez wdowę po Ype Gerbensie, lokalnym władcy.
We Fryzji od 1956 roku odbywają się zawody. Do ok. 1975 skakano na drewnianych tyczkach (o długości maksymalnej 10 metrów), które następnie zostały zamienione na tyczki aluminiowe (długość maksymalna 12,5 metra, łącznie z przedłużeniem). W 2006, dokładnie 50 lat po odbyciu się pierwszych, zorganizowanych zawodów we Fryzji, przestawiono się na tyczki z tworzywa sztucznego (długość maksymalna 13,25 m, łącznie z górą), które są sztywniejsze i mniej się uginają. Ponadto niektóre tyczki z tworzywa sztucznego są dłuższe niż te z aluminium. Udowodniono, że tworzywo sztuczne pozwala na dalsze skoki. Holenderski rekord 19,40 m przez 15 lat widniejący pod nazwiskiem Aart de With z Benschop, został wielokrotnie pobity w trakcie sezonu i obecnie plasuje się na poziomie 21,51 metrów (Bart Helmholt, 27 października 2011, Linschoten). W sumie czterem skoczkom w 2006 roku udało się pobić rekord z 1991. Wadą tworzywa sztucznego jest jego słaba odporność na obciążenia punktowe, przez co z tyczkami należy się delikatnie obchodzić.